# 臺北市公共自行車租賃系統
臺北市公共自行車租賃系統是中華民國臺北市的公共自行車租賃系統，由台北市長郝龍斌任內以BOT模式委託本土自行車大廠巨大機械（捷安特）建置和營運，並以「YouBike微笑單車」作為對外的服務品牌名稱，是全台灣第2座採無人化自助式服務的公共自行車租賃系統，也是全台第1個YouBike1.0系統，現推廣至全台皆有站點。最早於2009年3月11日開始示範營運，最初僅在信義計畫區周邊設置11個站點及500台腳踏車，後於2012年11月30日正式啟用，當時YouBike微笑單車已經發出超過13萬張會員卡，累計的租賃次數超過100萬。2015年4月1日起，前30分原由臺北市政府全額補貼改為收費新臺幣5元；2015年4月份使用人數立即大幅下降20%，2015年3月底補貼前最後是2065266次，與2014年初水準相當，直到2017年5月底達2074281次、同年8月底達2128110次，超過取消補貼前租用次數。2022年12月3日YouBike1.0系統退場，全面使用YouBike2.0系統。

## 歷史

YouBike突破3千萬車次

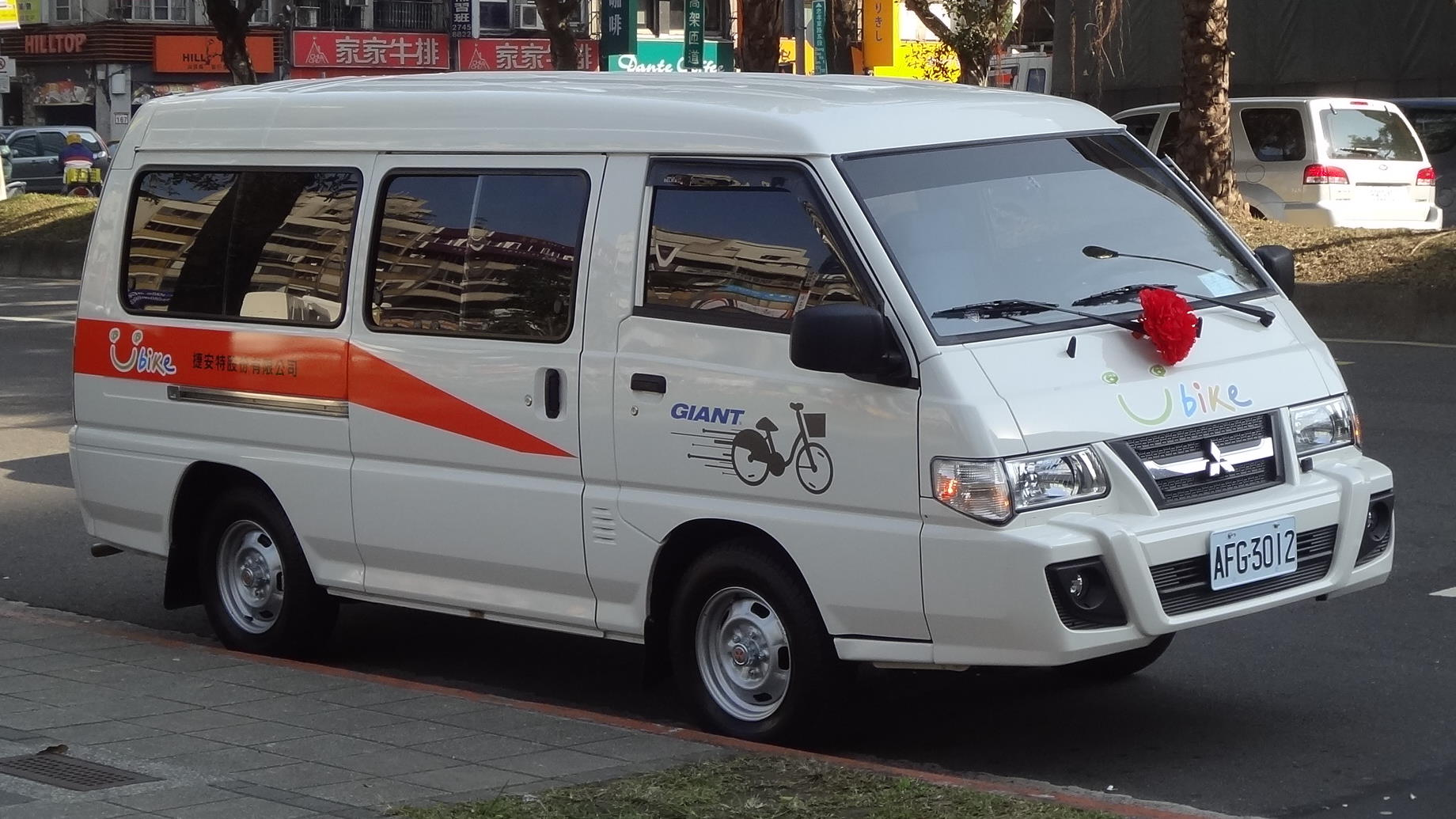
巨大機械股份有限公司（捷安特）的臺北市公共自行車租賃系統服務車

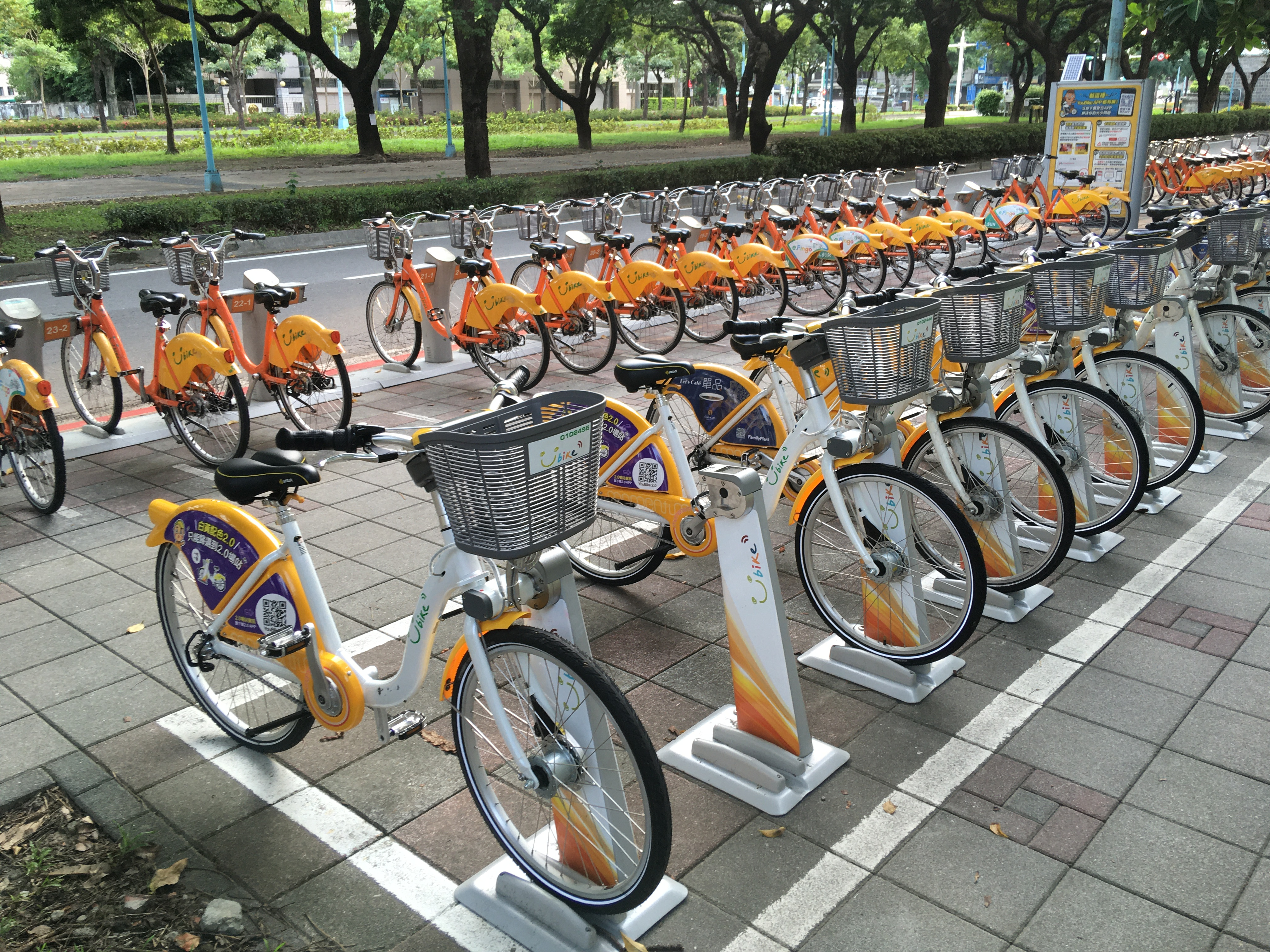
捷運小南門站(1號出口)站，為1.0系統與2.0系統共存的站點

臺北市政府在台北市長郝龍斌任內於2009年3月11日以「臺北市公共自行車租賃系統示範計劃營運」為名，在信義計畫區內設置了11個站點，並提供500台公共自行車。示範計劃進行了三年多後，市政府與巨大機械股份有限公司（捷安特）正式簽約，預計在七年內建置163個站點，提供5,350輛公共自行車。經過九個月的規劃和建置後，在2012年8月30日開始了為期三個月的試營運。試營運期過後，YouBike微笑單車於2012年11月30日正式啟用。2015年9月1日，開放一卡通租借。2016年8月31日凌晨，在更新停車柱控制器系統，因系統軟體有毀損，導致全台灣六縣市的近兩萬個停車柱無法使用，此為YouBike營運以來最大規模的暫停營運。
2020年1月15日，設站硬體需求較低，技術大量源自E-YouBike的YouBike 2.0於臺北捷運公館站及國立臺灣大學周邊區域試辦三個月，設置102站共1800柱，並投放500輛公共自行車。後來因為500輛自行車並未能滿足試辦區的需求，因此微笑單車在2月23日額外投入100輛自行車。
由於YouBike 2.0試辦效果良好，到2021年將設置19,000支2.0車柱，並逐漸取代1.0系統。過渡期間1.0並不會馬上撤下，而是待站點中2.0的使用量足以取代1.0後才進行撤收，同時會在與新北交界處保留1.0站點。
而設立了試辦區的國立臺灣大學，其總務處自2020年9月起推出YouBike 2.0消費補貼計畫，以鼓勵學生利用YouBike 2.0，紓緩校內私人自行車過量的問題。
2021年初，臺北市通過預算並與微笑單車換約，將開始會勘並設2.0站點，其中北投、士林、內湖、南港將優先建置，預計2021年內可擴展至800個2.0站點。同時，換約後亦投放500輛自行車，紓緩臺大試辦區無車可借的情況。
2021年5月8日上午10:20，YouBike 2.0正式在臺北市營運，並增設160站。後續將在周一及周四在官網公告，並在周二及周五上午10:00依進度啟用新站，目標為在2021年底前達750站。
2021年9月28日，臺北市交通局長陳學台指YouBike 1.0的400個站點仍會在年底前維持服務，並在1.0站點附近設置2.0車柱。而在2022年將會按使用狀況撤收1.0站點，逐步升級為2.0站點。系統升級後，原有的1.0自行車將評估使用狀況，仍堪用的車輛將移撥市府相關機關、讓售市府外機關、及於臺北惜物網販賣。
2021年10月14日，臺北市YouBike租借次數突破2億。同時交通局亦表示2.0系統預計2021年底可達750站，且以2022年底前擴展至1,200站為目標。
2022年12月3日，臺北市YouBike1.0系統正式退場。
2024年8月30日，臺北市及新北市引進YouBike2.0E電輔車共1500輛投入營運。

## 租賃方式

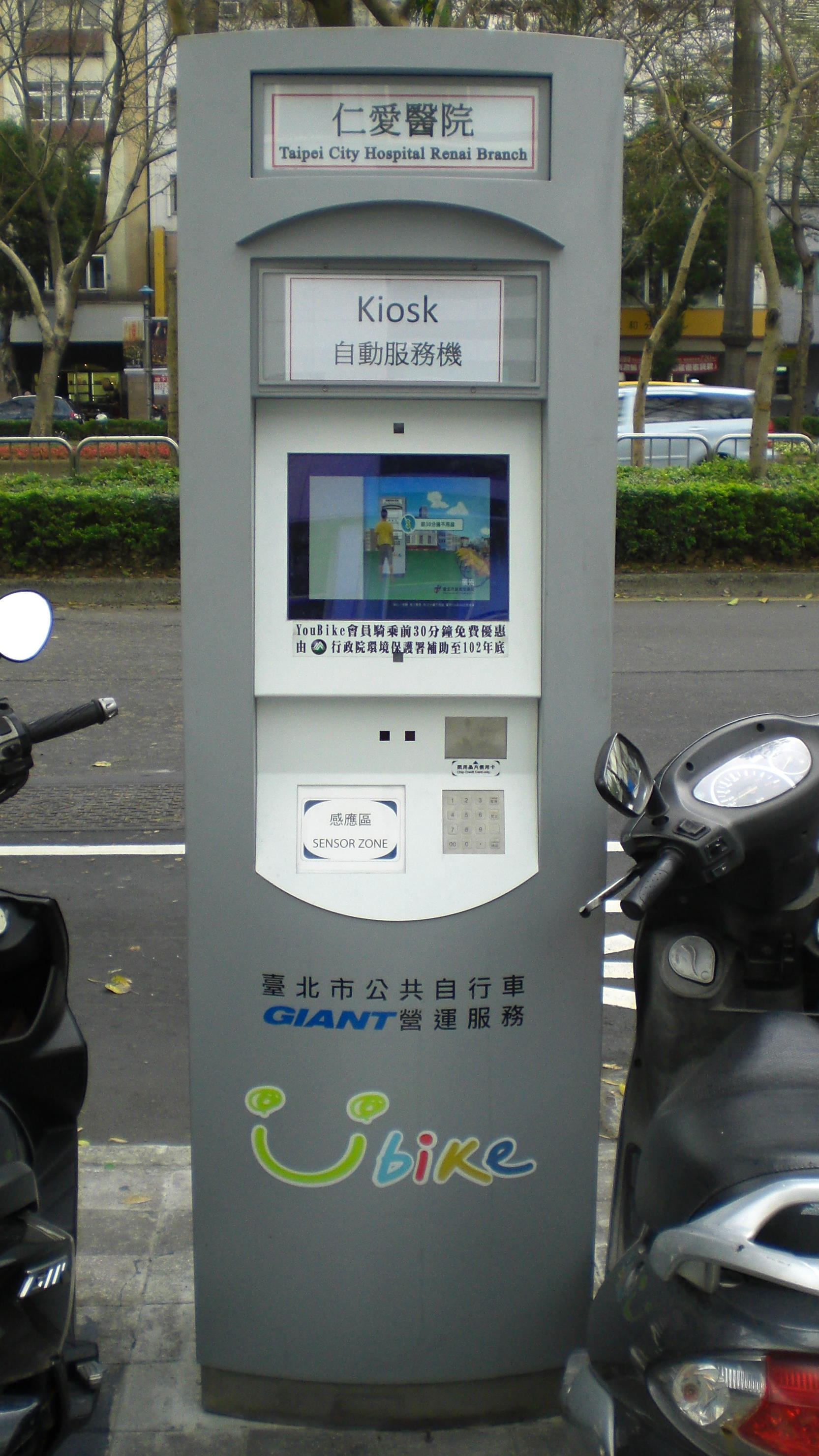
臺北市立聯合醫院仁愛院區前的臺北市公共自行車租賃系統自動服務機（Kiosk）

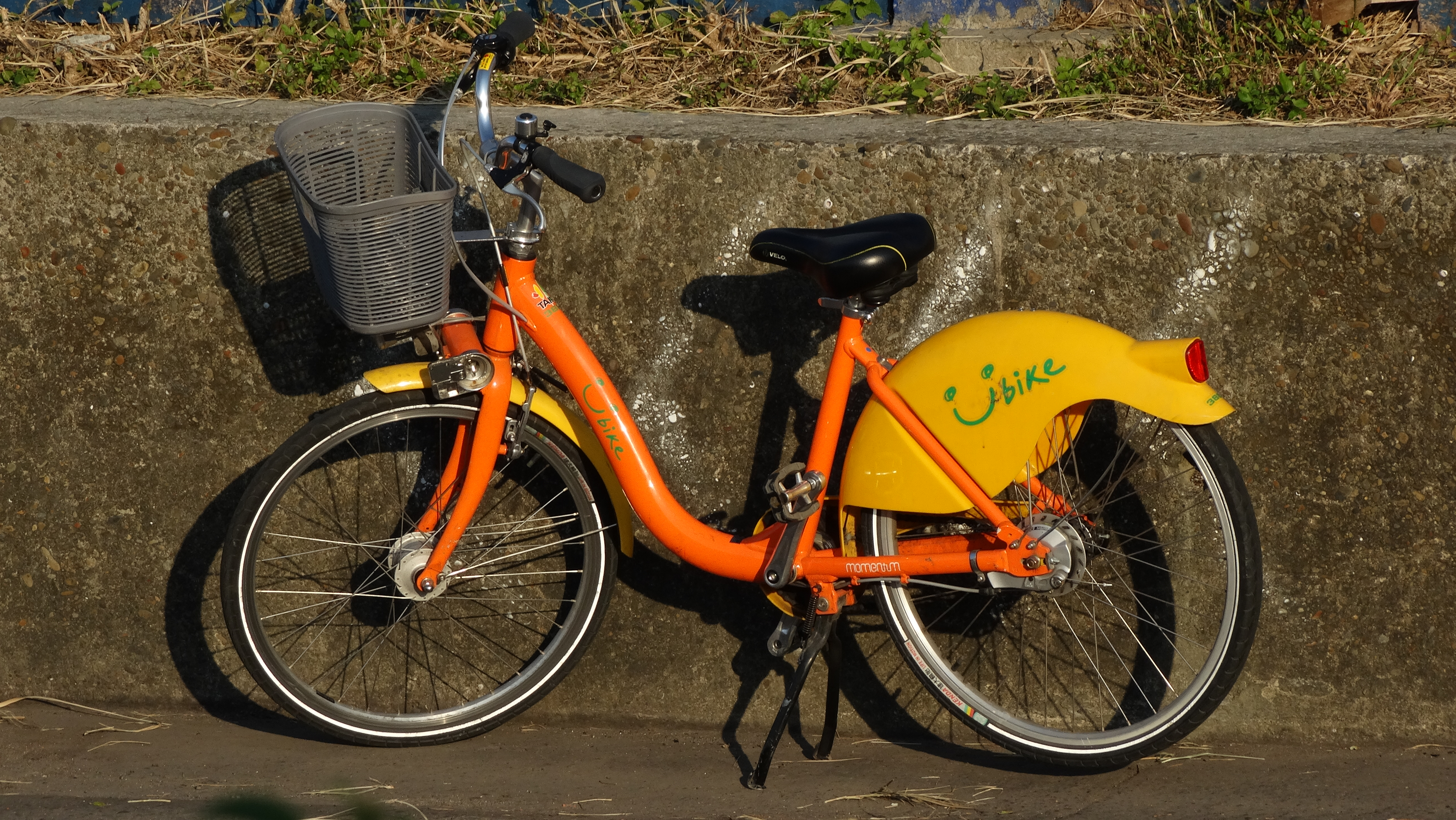
YouBike標準無廣告車身外觀

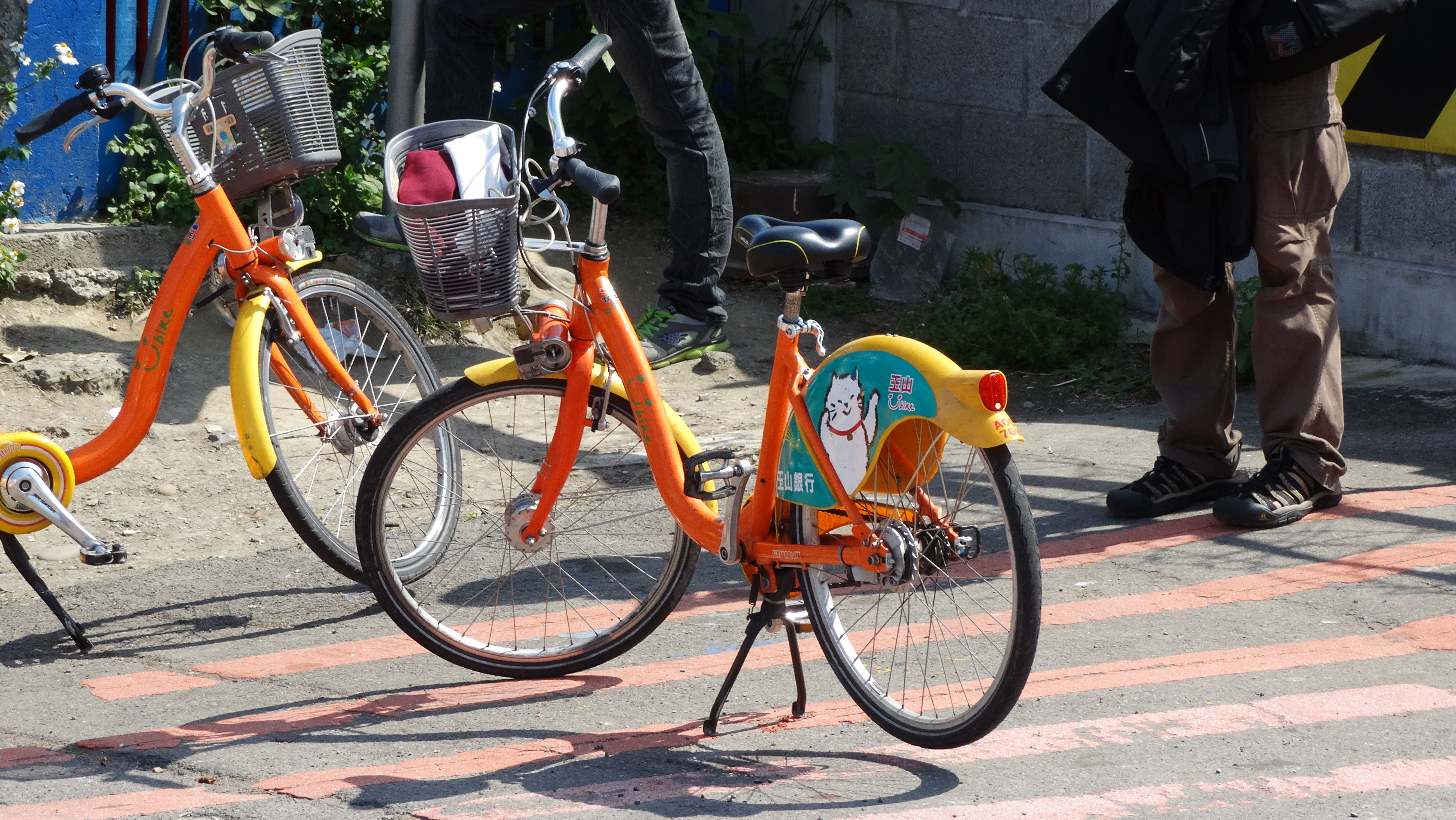
YouBike典型有企業廣告的車身外觀

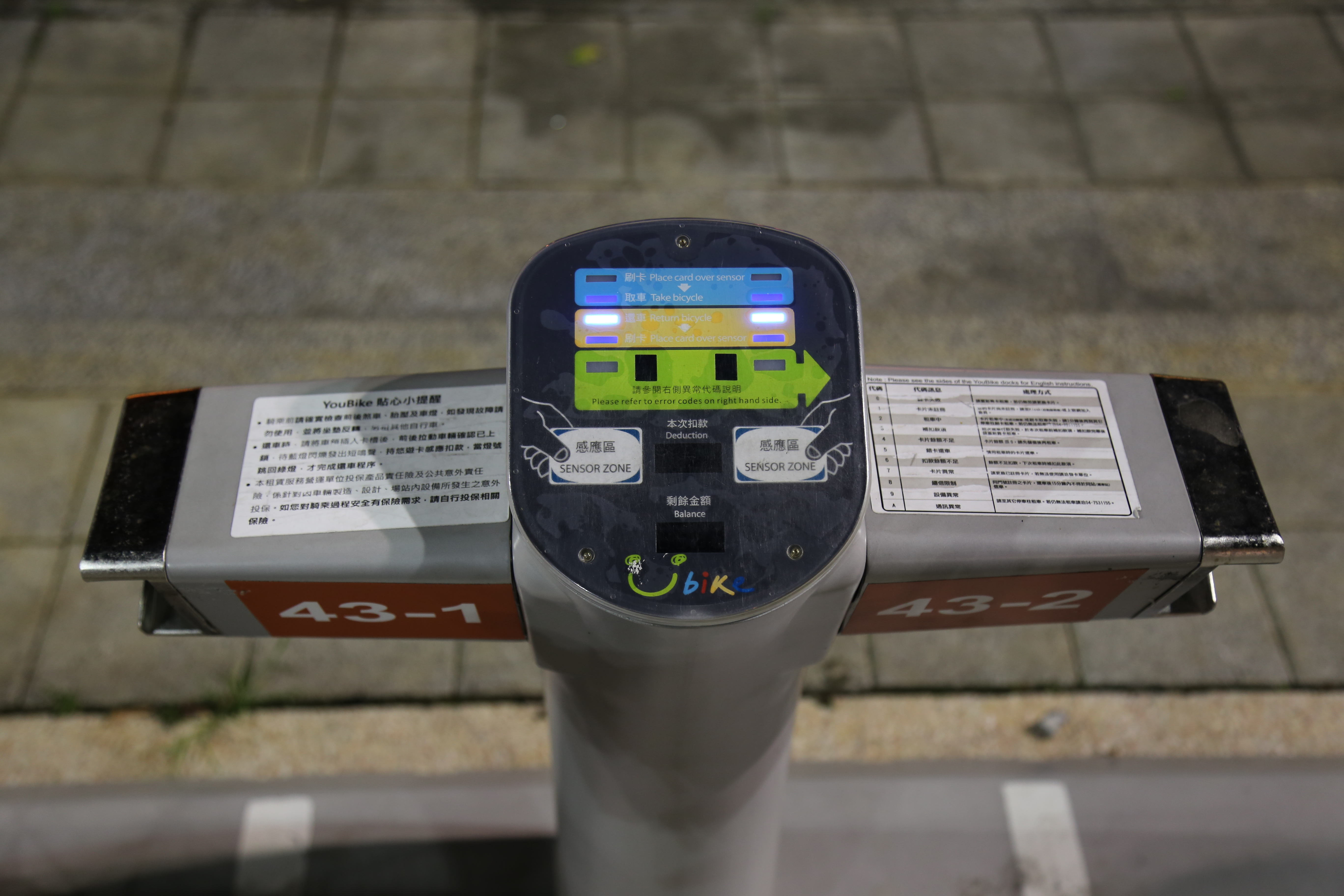
YouBike的租借車柱

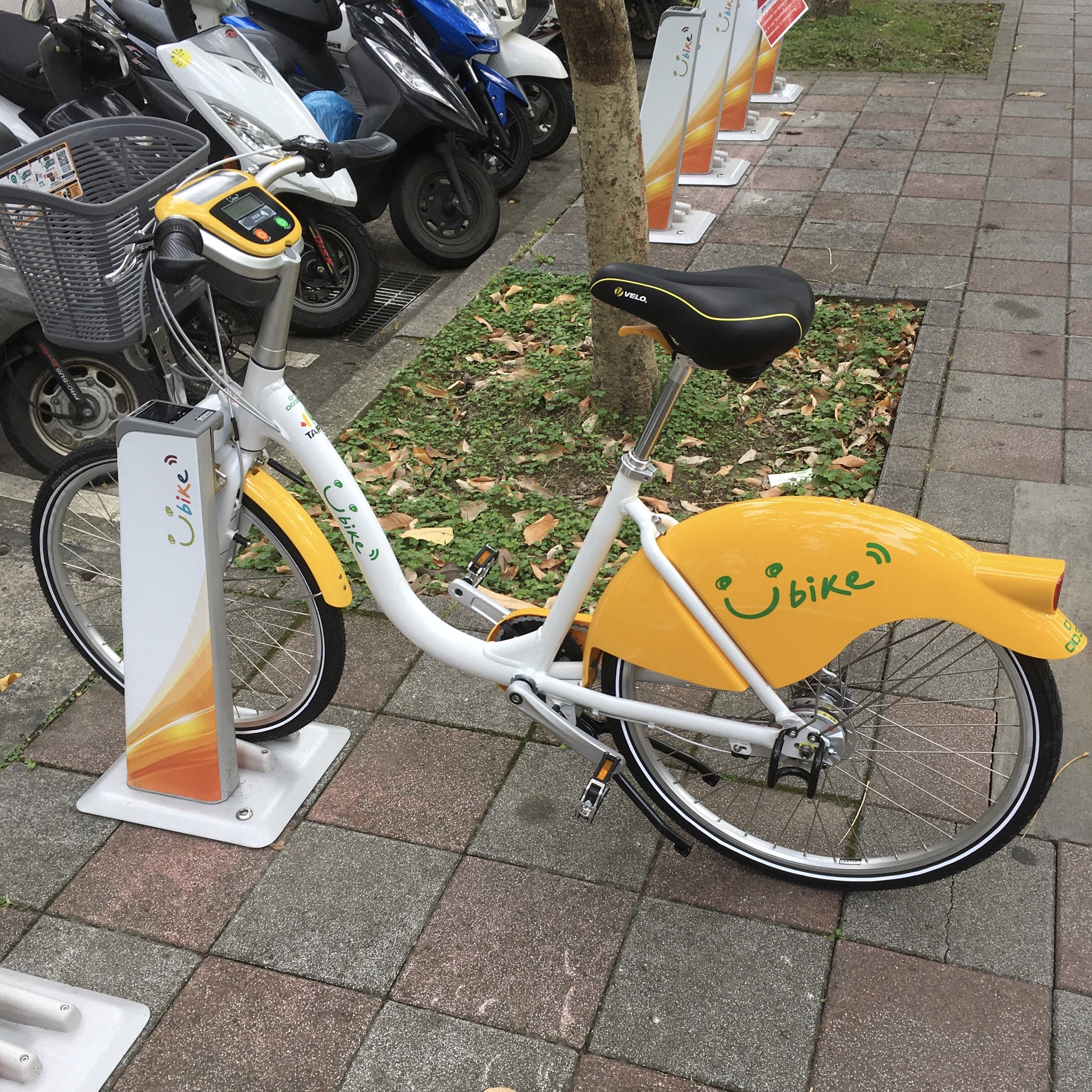
YouBike 2.0的車輛及車柱

YouBike微笑單車採用24小時開放的無人管理自助式服務，每個站點設有自動服務機（Kiosk），使用者可利用服務機申請加入會員、付費和租賃單車。

### 會員申請
租賃模式分為會員與非會員兩種，會員申請可在YouBike微笑單車網站、自動服務機，或三處服務中心完成。租賃站點的每個停車柱上都裝有多卡通感應設備，「會員」可直接持已經註冊的悠游卡或一卡通到各停車柱感應卡片後取車；「非會員」則須透過自動服務機付款後選車（付款可使用Visa/Master/JCB晶片信用卡），並在90秒內到停車柱處取出自行車。
YouBike 2.0沿用1.0的會員，並加入應用程式綁定信用卡的掃碼借車，但試辦期間不開放一卡通租借（試辦已結束，已開放一卡通租借）。

### 費用
YouBike微笑單車採用累進費率，使用未滿4小時每30分鐘新臺幣10元，4至8小時為每30分鐘20元，超過8小時為每30分鐘40元。2015年4月1日起，前30分鐘自付5元（原為台北市全額補助，2015年恢復收費。2024年2月27日台北市政府宣布從2024年2月28日起再次回歸前30分鐘免費
YouBike 2.0則在試辦期間前30分鐘以2元優惠吸引民眾使用，超過30分鐘後費率與1.0一致。自4月16日起因試辦期完結，YouBike 2.0的費用改為1.0標準，即前30分鐘自付5元。
- YouBike2.0系統跨區借還自行車，將酌收跨區調度費，收費方式如下：
  - 臺北市/新北市騎至新竹縣/新竹市歸還，或新竹縣/新竹市騎至臺北市/新北市歸還，需酌收調度費用新台幣630元。
  - 臺北市/新北市騎至臺中市歸還，或臺中市騎至臺北市/新北市歸還，需酌收調度費用新台幣815元。
  - 臺北市/新北市騎至嘉義市歸還，或嘉義市騎至臺北市/新北市歸還，需酌收調度費用新台幣935元。
  - 臺北市/新北市騎至高雄市歸還，或高雄市騎至臺北市/新北市歸還，需酌收調度費用新台幣1,065元。

## 使用統計
本系統自2009年3月正式推出，截至2021年9月30日，已累計租借197,648,444車次。營運以來的統計資料如下圖：

## 公共自行車租賃站
原YouBike1.0系統最終設置共400個租賃站點，於2022年12月3日起正式停用，並原址更換為YouBike 2.0系統。
截至2025年8月19日，共設有1639個站點，設點的行政區包括大安區（201個）、臺大專區（59個）、中山區（185個）、內湖區（199個）、信義區（122個）、士林區（139個）、松山區（100個）、中正區（131個）、北投區（110個）、文山區（115個）、大同區（75個）、南港區（112個）、萬華區（88個）。
此外，YouBike微笑單車也在捷運松山站與捷運永春站之間、捷運內湖站附近、捷運忠孝新生站內設有服務處，提供會員申請等協助。

### 書目
- 《彭博商业周刊／中文版》2014年10月9日刊出關於臺北Ubike發展介紹。[19]

## 外部連結
- YouBike 2.0於臺灣大學校總區試辦期間營運績效評估與需求分析案 （页面存档备份，存于）
- YouBike微笑單車 （页面存档备份，存于）
- YouBike大台北粉絲團的Facebook專頁